# Station Meopham
Meopham is een spoorwegstation van National Rail in Meopham, Gravesham in Engeland. Het station is eigendom van Network Rail en wordt beheerd door Southeastern. Het station is geopend in 1861.